# Philip Whalen
Philip Glenn Whalen (20. oktober 1923 – 26. juni 2002) var en amerikansk digter og en central person inden for San Francisco-renæssancen og beatgenerationen.
Whalen gjorde tjeneste i luftvåbenet under 2.verdenskrig. Han gik på Reed College sammen med Gary Snyder og Lew Welch og tog afgangseksamen i 1951. Han læste op til den berømte Six Gallery-oplæsning i 1955, der markerede starten på beatmiljøet på den amerikanske vestkyst. Han optræder under navnet "Warren Coughlin" i Jack Kerouacs roman The Dharma Bums (der også beskriver oplæsningen) såvel som i andre af Kerouacs romaner under navnet "Ben Fagin".
Whalen blev zen-buddhistisk munk i 1974 og havde forbindelse til San Francisco Zen Center, mens den kontroversielle Zentatsu Richard Baker var leder. Han var ledende munk under navnet Dharma Singh i Santa Fe i staten New Mexico i 1984, og 1991 flyttede han tilbage til San Francisco for at lede Hartford Street Zen Center.
Hans værker omfatter bl.a. Off the Wall: Interviews with Philip Whalen (1978), Enough Said: 1954-1979 (1980), Heavy Breathing: Poems 1967-1980 (1983), Two Novels (1986) og Canoeing up Cabarga Creek: Buddhist Poems 1955-1986 (1985).